# Israel i Eurovision Song Contest 2016

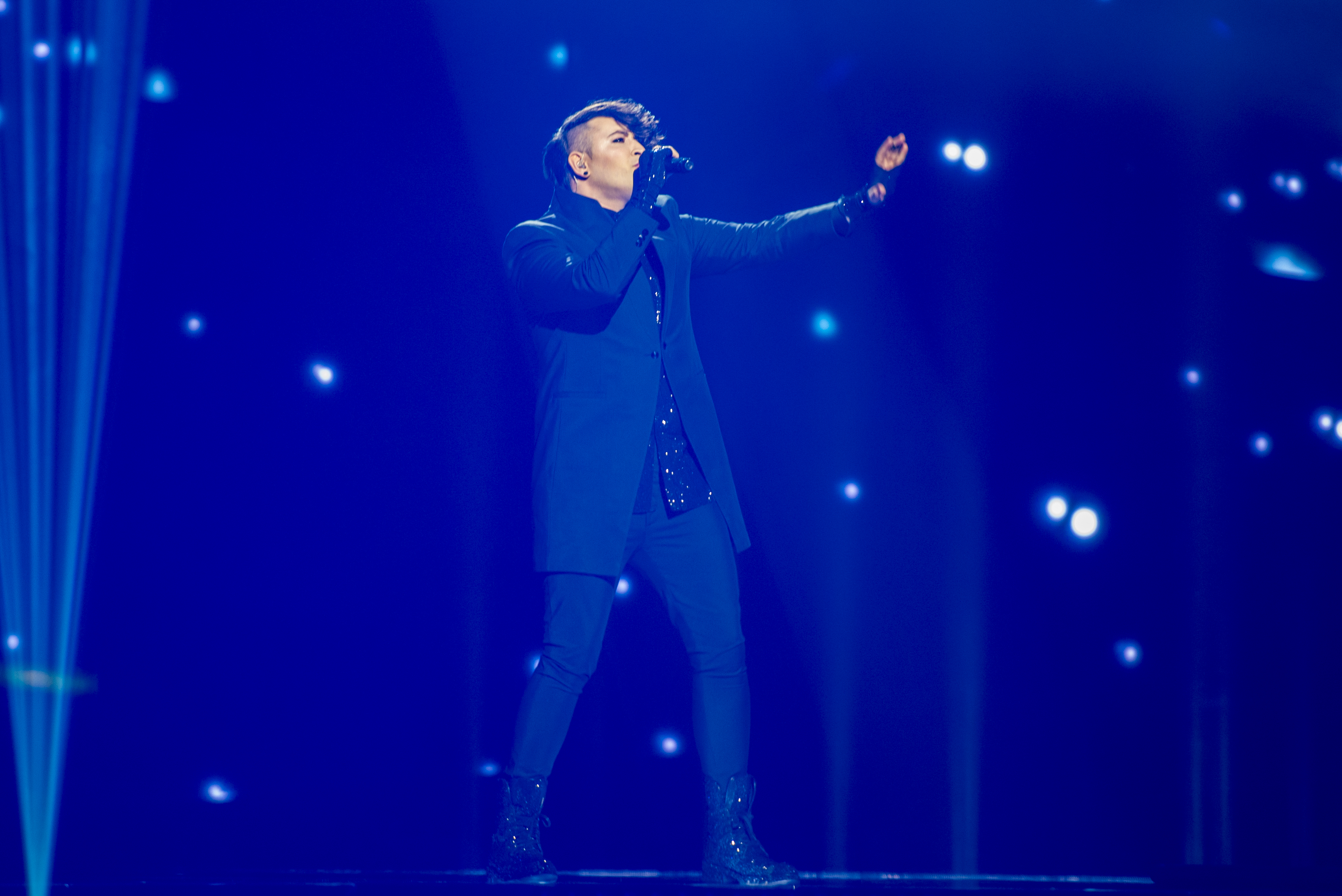
Hovi Star under en repetition före semifinalen

Israel deltog i Eurovision Song Contest 2016 i Stockholm, Sverige. Landet representerades av Hovi Star med låten "Made of Stars".

## Format
Efter succén 2015 när Nadav Guedj vann och hamnade på 9:e plats valde IBA att fortsätta uttagningen HaKokhav HaBa L'Eirovizion. Uttagningen påbörjades 5 december 2015 och pågick till 3 mars. Tävlingen är en Idolliknande uttagning. I slutet återstår bara fyra deltagare och en vinnare utses.
Finalen bestod av 2 omgångar. I den första fick alla 4 återstående framföra en cover på sitt favoritbidrag/artist, 2 mötte varandra i var sin duell där den ena gick vidare. Juryn delade ut en wildcard till en av dem som inte gick vidare från duellen. I den andra omgången fick de framföra den låt de tänkte framföra under Eurovision. I den första omgången gick 3 av 4 vidare. Den som åkte ut fick inte delta i andra omgången.

## Under ESC
Landet deltog i SF2 där man lyckades nå finalen. I finalen hamnade de på 14:e plats med 135 p.